# 内閣府ブリーフィングルーム
内閣府ブリーフィングルーム（ないかくふブリーフィングルーム、英: Cabinet Office Briefing Rooms）は、国内・ヨーロッパで発生した重大事件ならびに、海外で発生しイギリスに大きな影響を与えると考えられる事件に対し、イギリス政府内の関係省庁がとる対応の調整機関として働く危機管理委員会が設置される部屋のことである。略称はCOBRないしCOBRA（コブラ）だが、後者は本来「内閣府ブリーフィングルームA」を指すものである。
COBR会議の構成員は事件の状況によってまちまちだが、議長はイギリス首相ないし上級大臣が務めることが常であり、これに加え、関連する閣外大臣や、警察の上級職員で構成されるACPO (Association of Chief Police Officers) や地方自治体の連絡会議であるLGA (Local Government Association) などの代表者が参加する。この部屋で開かれる会議に対しては、「緊急治安閣僚会議」、「国家緊急事態対策委員会」などの訳語が当てられることがあるが、国立国会図書館では「コブラ委員会」という名称を用いている。
COBR会議は主に、ロンドン・ホワイトホールにある内閣府の建物で開かれる。会議が行われるのはセキュアルームで、ビデオ・オーディオが完備され、話し合いに必要な情報を自由に閲覧することができる。2010年には、2000年情報自由法に基づき、会議室の内部写真が1枚公開された。
「内閣府ブリーフィングルームA」（英: Cabinet Office Briefing Room A）の頭字語である COBRA（ないし Cobra）がメディアで頻用されるが、これはCOBR会議が主に、ホワイトホール70番地にある内閣府の建物内の「会議室A」（英: Conference Room A）で行われていることに由来する。2005年のロンドン同時爆破事件をはじめ、同年から2007年にかけてこの会議に何度か参加したアンディ・ヘイマン (Andy Hayman) は、2009年に著書 "The Terrorist Hunters" (en) でCOBR会議の内情について事細かに発表した。
最初のCOBR会議は1970年代に開かれたが、これは1972年の炭坑労働者ストライキに対するものだった。この会議が開かれた主な事件としては、1980年の駐英イラン大使館占拠事件、2000年の燃料価格高騰に対する抗議運動 (en) ならびに2001年の口蹄疫流行・アメリカ同時多発テロ事件、2005年のロンドン同時爆破事件、2013年のリー・リグビー殺人事件、2015年スーサ攻撃、フランス・カレーの難民問題、2015年のパリ同時多発テロ事件、2016年ブリュッセル爆発などが挙げられる。2017年3月22日にウェストミンスター橋で発生したテロ事件、および同年5月22日にマンチェスターで発生したテロ事件でもCOBR会議が招集されている。

## 小説や映画での登場
COBRAは『アレックス・ライダー』シリーズの5作目『スコルピア 女王陛下の少年スパイ!アレックス』に登場する。アレックスはMI6長官のアラン・ブラントに連れられてCOBRA会議に向かい、大規模テロ計画の阻止に働く。
フレデリック・フォーサイスの小説『第四の核』にもCOBRAが登場し、英国政府高官たちが、国防省職員からソビエトへ流出した機密情報について話し合う。また、COBRAはアンディ・マクナブの小説 "Fortress" にも登場する。
2007年の災害パニック映画『デイ・アフター 首都水没』では、「ニュー・スコットランドヤード - COBRA部門」（英: "New Scotland Yard - COBRA Division"）として登場し、ホワイトホールが危機に陥った後は、別の場所に移転して「COBRA 2」として危機管理に当たる様子が描かれる。
2015年制作の映画『アイ・イン・ザ・スカイ 世界一安全な戦場』では、COBRAを司令本部に、テロリストが潜むケニアの隠れ家をドローン攻撃する計画が立てられ、その実施の是非が議論される展開となる。